# نماء للكيماويات
نماء للكيماويات المعروفة أيضًا باسم نماء، هي شركة كيمياويات سعودية مساهمة في تداول، تأسست الشركة في عام 1992 بهدف تطوير وإنشاء المشاريع الصناعية خاصة في مجال المواد الكيميائية والبتروكيماويات.

## التاريخ
تأسست شركة نماء للكيماويات كشركة كيماويات محلية في الجبيل، المملكة العربية السعودية في عام 1992. تقع المدينة على طول الخليج العربي على الساحل الشرقي للمملكة العربية السعودية ومنذ تأسيس الشركة نمت لتصبح مدينة صناعية كبرى.
كانت نماء جزءًا من مجموعة شركات خاصة لتقديم خدمات للحصول على عقد تطوير كان من المقرر أن تصبح أول مصفاة مملوكة للقطاع الخاص في المملكة العربية السعودية في عام 2011 لكنها خسرت العرض لصالح شركة النفط الحكومية أرامكو السعودية.
في عام 2014 ، أنهت نماء توسيع أكبر مصنع راتنجات الايبوكسي مما رفع الطاقة الإنتاجية من 60,000 إلى 120,000 طن من الايبوكسي في السنة. تم منح عقد البناء الذي تبلغ قيمته حوالي 116 مليون دولار، لمجموعة جاكوبس الهندسية في عام 2011. بدأت التجارب في المصنع الموسع في أكتوبر 2013 مع بدء العمليات التجارية بالكامل في أبريل 2014. 

## هيكل الشركة

### إدارة
سعود عبد العزيز القصيبي رجل أعمال سعودي هو مالك الشركة. فهد العتيبي هو رئيس الشركة. ومن بين أعضاء مجلس الإدارة الآخرين خليفة الملحم، ومحمد البحر، وخالد الرواف، وسلطان التركي.
كمال محمد فطايرجي هو الرئيس التنفيذي لشركة نماء، بينما يشغل فيصل التتيري منصب نائب الرئيس الحالي للشؤون الإدارية والخدمات الصناعية. 

### التابعون
فرع نماء أوروبا الذي يقع في برن سويسرا، نماء ألمانيا، نماء للاستثمار الصناعي، شركة القلوي العربية (SODA) وشركة الجبيل للصناعات الكيماوية (JANA) هي شركات تابعة لشركة نماء.

### المساهمين والتمويل
من عام 2003 إلى عام 2008، زادت مبيعات نماء بنسبة 400 ٪ إلى 170 مليون دولار.
في عام 2017، أعلنت نماء عن خطة استرداد بعد تكبدها خسائر. خلال فترة تباطؤ سوق الأسهم في الشرق الأوسط في نفس العام، كانت نماء واحدة من بين 14 شركة للبتروكيماويات التي لم تحل دون نقاط، ولكنها زادت بنسبة 9.1 ٪.
في عام 2006، تم إدراج شركة نماء للكيماويات كأحد أفضل 100 شركة في المملكة العربية السعودية. 

### عمليات
تقوم الشركة بتصنيع وتسويق الايبوكسي، إبيكلوروهيدرين، الصودا الكاوية، الكلور، حمض الهيدروكلوريك، هيبوكلوريت الصوديوم وكلوريد الكالسيوم إلى السوق العالمية.
تشكل إيرادات مبيعات الإيبوكسي جوهر أنشطة الشركة بحصة سوقية عالمية تبلغ 6٪. 

## روابط خارجية
- NAMA
- مقال الاخبار العربية